# MacAir Airlines
MacAir Airlines Pty Ltd war eine australische Regionalfluggesellschaft mit Sitz in Townsville, Queensland. Sie betrieb Liniendienste zu Zielen innerhalb Queensland sowie Langzeit- und Ad-hoc-Charterflüge für die Bergbauindustrie in Queensland. Die Heimatbasis befand sich am Townsville International Airport. Weitere Drehkreuze waren Cairns International Airport, Brisbane International Airport und Mount Isa Airport.

## Geschichte
MacAir wurde im Jahr 1992 als Charterfluggesellschaft mit Namen McKinlay Air Charters gegründet und begann den Flugbetrieb im gleichen Jahr. Der Linienbetrieb begann im Jahr 1998. Im Jahr 2000 verkaufte die Collins-Familie die Gesellschaft an Transjet, Eigner der Transtate Airlines. Beide Gesellschaften wurden unter dem neuen Namen MacAir Airlines fusioniert. Im November 2003 erwarb MacAir die Horizon Airlines. Seitdem wuchs MacAir Airlines zu einer der Hauptfluggesellschaften im regionalen Bereich und spielt eine führende Rolle beim Passagier- und Frachttransport innerhalb von Queensland.
MacAir war Geschäftspartner der Qantas. Durch ihre Angliederung zur QantasLink erhielten die Kunden zugang zum Qantas-Reservationssystem und anderen Optionen, wie das Qantas Frequent Flyer Programm.

## Flugziele
Vom Drehkreuz Brisbane:
- Moranbah, Townsville, Oakey, St. George, Cunnamulla, Thargomindah, Charleville, Quilpie, Birdsville, Bedourie, Boulia, Mount Isa.

Vom Drehkreuz Cairns:
- Mount Isa, Normanton, Mornington, Burketown, Doomadgee, Pormpuraaw, Kowanyama.

Vom Drehkreuz Townsville:
- Mount Isa, Cloncurry, Winton, Longreach, Moranbah, Mackay, Emerald, Brisbane, Hughenden, Richmond, Julia Creek.

Charterverbindungen für Minengesellschaften von Townsville zu:
- Osborne, BHP’s Cannington, Zinifex century Mine.

## Flotte
Stand September 2008:
- 1 ATR 42-500
- 2 Fairchild Metro 23
- 6 Saab 340B
- 1 Saab 340B+